# Стрибки у воду на Чемпіонаті світу з водних видів спорту 2005
Змагання зі стрибків у воду на Чемпіонаті світу з водних видів спорту 2005 тривали з 17 до 24 липня в Парку Жан Драпо в Монреалі (Канада).

## Таблиця медалей
| Місце                | Країна                | Золото | Срібло | Бронза | Загалом |
| -------------------- | --------------------- | ------ | ------ | ------ | ------- |
| 1                    | КНР (CHN)             | 5      | 4      | 3      | 12      |
| 2                    | Канада (CAN)          | 3      | 0      | 1      | 4       |
| 3                    | США (USA)             | 1      | 1      | 1      | 3       |
| 4                    | Росія (RUS)           | 1      | 0      | 1      | 2       |
| 5                    | Німеччина (GER)       | 0      | 2      | 1      | 3       |
| 6                    | Австралія (AUS)       | 0      | 2      | 0      | 2       |
| 7                    | Куба (CUB)            | 0      | 1      | 0      | 1       |
| 8                    | Італія (ITA)          | 0      | 0      | 1      | 1       |
| 8                    | Велика Британія (GBR) | 0      | 0      | 1      | 1       |
| 8                    | Україна (UKR)         | 0      | 0      | 1      | 1       |
| Загалом (10 збірних) | Загалом (10 збірних)  | 10     | 10     | 10     | 30      |

## Володарі нагород

### Чоловіки
| Дисципліна               | Золото                                 | Срібло                                 | Бронза                             |
| Трамплін, 1 м            | Александр Деспаті 489.69               | Сюй Сян 445.68                         | Ван Фен 445.56                     |
| Трамплін, 3 м            | Александр Деспаті 813.60WR             | Трой Дюмей 752.76                      | Хе Чун 730.77                      |
| Вишка, 10 м              | Ху Цзя 698.01                          | Хосе Герра 691.14                      | Гліб Гальперін 656.19              |
|                          |                                        |                                        |                                    |
| синхронний трамплін, 3 м | Хе Чун Ван Фен 384.42                  | Тобіас Шелленберґ Андреас Вельс 364.59 | Джастін Дюмей Трой Дюмей 360.27    |
| Синхронна вишка, 10 м    | Дмитро Доброскок Гліб Гальперін 392.88 | Ян Цзінхуей Ху Цзя 374.79              | Пітер Вотерфілд Леон Тейлор 367.95 |

### Жінки
| Дисципліна               | Золото                                  | Срібло                                         | Бронза                                            |
| Трамплін, 1 м            | Блайт Гартлі (CAN) 325.65               | У Мінься (CHN) 299.70                          | Гайке Фішер (GER) 299.46                          |
| Трамплін, 3 м            | Го Цзінцзін (CHN) 645.54                | У Мінься (CHN) 619.05                          | Таня Каньотто (ITA) 591.27                        |
| Вишка, 10 м              | Лора Енн Вілкінсон (USA) 564.87         | Лауді Туркі (AUS) 551.25                       | Цзя Тун (CHN) 550.98                              |
|                          |                                         |                                                |                                                   |
| синхронний трамплін, 3 м | Лі Тін (CHN) Го Цзінцзін (CHN) 349.80   | Дітте Котцян (GER) Конні Шмальфус (GER) 319.05 | Олена Федорова (UKR) Христина Іщенко (UKR) 308.82 |
| Синхронна вишка, 10 м    | Цзя Тун (CHN) Юань Пейлінь (CHN) 351.60 | Шантель Ньюбері (AUS) Лауді Туркі (AUS) 334.89 | Мейган Банфето (CAN) Розелін Фільйон (CAN) 328.80 |

## Значні події
- Канадець Александр Деспаті з результатом 813.60 бала побив світовий рекорд і здолав бар'єр 800 балів. Він перший серед стрибунів у воду виборов золоті нагороди у всіх трьох дисциплінах (1 м, 3 м, 10 м), дві з них 2005 року і одну — 2003-го. Лише впродовж короткого проміжку часу він утримував усі три титули одночасно, бо через травму на тренуванні не змагався в Монреалі в стрибках з 10-метрової вишки[1][2].
- Сімнадцятирічна американка Челсі Девіс, стрибаючи з триметрового трампліна, вдарилась лицем об планку. З залитим кров'ю носом вона самотужки полишила басейн. У неї не виявили значних ушкоджень, а лише наклали три шви[3][4][5][6].